# Lago Mirabel
O Lago Mirabel  é um lago de origem cársica localizado na Guatemala, cuja cota de altitude é de 1520 metros acima do nível do mar. Apresenta uma área de 0.125 quilómetros quadrados e uma profundidade de 18 metros. Localiza-se no departamento de Huehuetenango, no município de Nentón.